# Nina Persson (friidrottare)
Nina Marita Persson, senare Andersson, född 22 april 1959 i Järfälla norra kyrkobokföringsdistrikt i Stockholms län, är en svensk före detta friidrottare (längdhoppare och sprinter). Hon tävlade för Stockholms Spårvägars GoIF.